# Eugene Deckers
Pour les articles homonymes, voir Deckers.

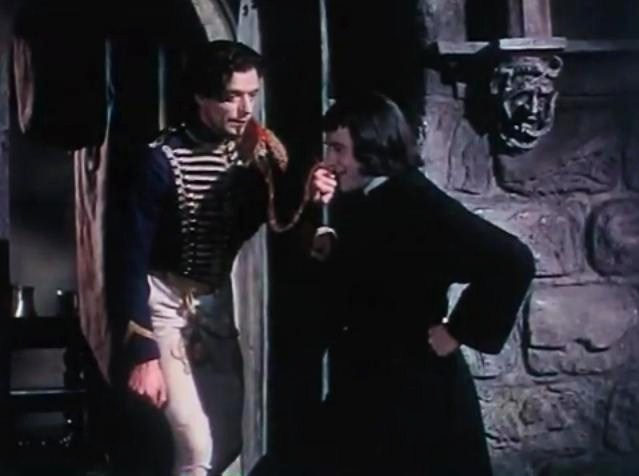
Avec Cyril Cusack (à d.), dans Le Chevalier de Londres (1950)

Eugene Deckers, né le 22 octobre 1913 à Anvers (Flandre belge) et mort le 13 juillet 1977 dans le 4e arrondissement de Paris, est un acteur belge.

## Biographie
Eugene Deckers mène sa carrière d'acteur principalement en Angleterre et contribue ainsi à de nombreux films britanniques, les quatre premiers sortis en 1947. Suivent notamment Les Guerriers dans l'ombre de Charles Crichton (1948, avec Robert Beatty et Simone Signoret), Madeleine de David Lean (1950, avec Ann Todd et Norman Wooland), Les Indomptables de Colditz de Guy Hamilton (1955, avec John Mills et Lionel Jeffries), ou encore Aux frontières des Indes de J. Lee Thompson (1959, avec Kenneth More et Lauren Bacall).
Il apparaît également dans quelques films français, américains ou coproductions, dont Capitaine sans peur de Raoul Walsh (film américano-britannique, 1951, avec Gregory Peck et Virginia Mayo), Le fauve est lâché de Maurice Labro (film français, 1959, avec Lino Ventura et Paul Frankeur), Drame dans un miroir de Richard Fleischer (film américain, 1960, avec Orson Welles et Juliette Gréco), Lady L de Peter Ustinov (film franco-italien, 1965, avec Sophia Loren et Paul Newman) et Le Grand Restaurant de Jacques Besnard (film français, 1966, avec Louis de Funès et Bernard Blier).
Le dernier de ses quarante-cinq films, britannique, est Assassinats en tous genres de Basil Dearden (1969, avec Oliver Reed et Diana Rigg).
Pour la télévision (britannique essentiellement), outre deux téléfilms (1949-1951), Eugene Deckers joue dans dix-sept séries (1950-1970), dont Sherlock Holmes (coproduction franco-américaine, sept épisodes, 1954-1955), Les Aventures du colonel March (un épisode, 1956) et Le Saint (un épisode, 1962).

## Filmographie partielle

### Cinéma
- 1948 : Les Guerriers dans l'ombre (Against the Wind) de Charles Crichton : Marcel Van Hecke
- 1949 : Échec à Borgia (Prince of Foxes) d'Henry King : un homme de main de Borgia
- 1950 : Si Paris l'avait su (So Long at the Fair) d'Antony Darnborough et Terence Fisher : Day Porter
- 1950 : Madeleine de David Lean : Thuau
- 1950 : Le Chevalier de Londres (The Elusive Pimpernel) de Michael Powell et Emeric Pressburger : Capitaine Merieres
- 1950 : La Salamandre d'or (Golden Salamander) de Ronald Neame : le chef de la police
- 1951 : Hotel Sahara de Ken Annakin : un officier français des spahis
- 1951 : Capitaine sans peur (Captain Horatio Hornblower R.N.) de Raoul Walsh : le commandant français
- 1951 : De l'or en barre (The Lavender Hill Mob) de Charles Crichton : un inspecteur des douanes
- 1954 : Détective du bon Dieu (Father Brown) de Robert Hamer : un officier français de cavalerie
- 1954 : La Loterie de l'amour (The Love Lottery) de Charles Crichton : Vernet
- 1955 : Les Indomptables de Colditz (The Colditz Story) de Guy Hamilton : La Tour
- 1955 : Rendez-vous à Rio (Doctor at Sea) de Ralph Thomas : Colonel Perello (le chef de la police)
- 1956 : Port Afrique (titre original) de Rudolph Maté : Colonel Moussac
- 1956 : L'Énigmatique Monsieur D (Foreign Intrigue) de Sheldon Reynolds : Pierre Sandoz
- 1956 : Whisky, Vodka et Jupon de fer (The Iron Petticoat) de Ralph Thomas : le barman
- 1956 : La Maison des secrets (House of Secrets) de Guy Green : Vidal
- 1957 : Les Sept Tonnerres (Seven Thunders) d'Hugo Fregonese : Émile Blanchard
- 1957 : La Cousine d'Amérique (Let's Be Happy) d'Henry Levin : un employé du wagon-restaurant
- 1959 : Le fauve est lâché de Maurice Labro : Toni Luigi
- 1959 : Aux frontières des Indes (Northwest Frontier) de J. Lee Thompson : Peters
- 1960 : Drame dans un miroir (Crack in the Mirror) de Richard Fleischer : Magre
- 1962 : Le Jour le plus long (The Longest Day) de Ken Annakin et autres : le major allemand à l'église
- 1963 : Blague dans le coin de Maurice Labro : Bennet
- 1964 : Coplan prend des risques de Maurice Labro : un homme de main de Bianco
- 1965 : Lady L de Peter Ustinov : Königstein
- 1966 : Le Grand Restaurant de Jacques Besnard : le complice de Novalès
- 1967 : Le Dernier Safari (The Last Safari) d'Henry Hathaway : le leader des réfugiés
- 1967 : Jugement à Prague (Hell is Empty) de John Ainsworth et Bernard Knowles : conseiller
- 1968 : Le Ballet des espions (en) (The Limbo Line) de Samuel Gallu : Cadillet
- 1969 : Assassinats en tous genres (The Assassination Bureau) de Basil Dearden : le réceptionniste de La Belle Amie

### Télévision
(séries)
- 1954-1955 : Sherlock Holmes, saison unique, épisode 6 The Case of the Shy Ballerina (1954 - Serge Smernoff), épisode 8 The Case of the Blind an's Bluff (1954 - Vickers), épisode 9 The Case of Harry Crocker (1954 - Harry Crocker), épisode 11 The Case of the Red Headed League (1954 - Vincent Spaulding), épisode 23 The Case of the Christmas Pudding (1955 - John Norton), épisode 32 The Case of the Impromptu Performance (1955 - Pettyfoot), et épisode 36 The Case of the Neurotic Detective (1955 - Professeur A. Fishblade)
- 1956 : Les Aventures du colonel March (Colonel March of Scotland Yard), saison unique, épisode 11 Le Vœu de silence (The Silent Vow) de Bernard Knowles : Phillipe
- 1962 : Le Saint (The Saint), saison 1, épisode 4 Un souvenir de famille (The Covetous Headsman) : Inspecteur Quercy